# علم أمراض الأحياء البائدة
علم أمراض الأحياء البائدة أو باثولوجيا المومياء أو علم الأمراض القديمة (بالإنكليزية: Paleopathogy) هو دراسة الأمراض والإصابات القديمة في الكائنات الحية من خلال فحص الحفريات والأنسجة المحنطة وبقايا الهياكل العظمية وتحليل الكوبروليت. قد تشمل المصادر المحددة في دراسة الأمراض التي تصيب الإنسان القديم الوثائق المبكرة والرسوم التوضيحية من الكتب المبكرة والرسم والنحت من الماضي. توفر كل هذه الأشياء معلومات عن تطور الأمراض وكذلك كيفية تعامل الحضارات السابقة مع الظروف. ركزت الدراسات تاريخيًا على البشر، على الرغم من عدم وجود دليل على أن البشر أكثر عرضة للأمراض من أي حيوان آخر.
كلمة علم الأمراض القديمة مشتقة من الجذور اليونانية القديمة لكلمة palaios πακαιός التي تعني قديم، وpathos πάθος والتي تعني التجربة أو المعاناة، و-logia -ογία علم.
علم الأمراض القديمة هو علم متعدد التخصصات، ما يعني أنه يتضمن المعرفة من العديد من القطاعات بما في ذلك (على سبيل المثال لا الحصر) علم الأمراض السريرية، وعلم العظام البشرية، وعلم الأوبئة، والأنثروبولوجيا الاجتماعية، وعلم الآثار. ومن غير المرجح أن يتمكن شخص واحد من إتقان جميع العلوم الضرورية. لذلك، فإن أولئك الذين دربوا في كل منها مهمون ويشكلون دراسة جماعية. ويمكن القول إن التدريب في مجال الأنثروبولوجيا وعلم الآثار هو الأكثر أهمية، لأن تحليل البقايا البشرية والتحف القديمة أمر بالغ الأهمية لاكتشاف الأمراض المبكرة.

## تاريخيًا
تظهر الأدلة التاريخية أن الانحرافات عن الصحة الجيدة كانت منذ فترة طويلة موضع اهتمام البشر. على الرغم من أنه يمكن تتبع المحتوى الذي يشكل هذه الدراسة من خلال النصوص القديمة، لكن مصطلح علم الأمراض القديمة لم يكن له شعبية كبيرة حتى القرن العشرين. شهدت هذه الفترة الزمنية زيادة في دراسات الحالة والتقارير المنشورة عن الأمراض القديمة. تسجل النصوص القديمة التي يعود تاريخها إلى آلاف السنين حالات من أمراض مثل الجذام.
منذ عصر النهضة وحتى منتصف القرن التاسع عشر، كانت هناك إشارة متزايدة إلى الأمراض القديمة، في البداية لدى حيوانات ما قبل التاريخ، على الرغم من أنه بدأ في وقت لاحق التأكيد على أهمية دراسة العصور القديمة للأمراض البشرية. يرى بعض المؤرخين وعلماء الأنثروبولوجيا أن يوهان فريدريش إسبر، عالم الطبيعة الألماني... يبشر بولادة علم أمراض الحفريات القديمة. على الرغم من أنه لم يكن مجال علم أمراض الحفريات البشرية معروفًا بشكل عام إلا في الفترة ما بين منتصف القرن التاسع عشر والحرب العالمية الأولى إذ أنه خلال هذه الفترة قام عدد من الأطباء وعلماء الأنثروبولوجيا الرواد، مثل مارك أرماند روفر، وج. إليوت سميث، وفريدريك وود جونز، ودوغلاس إي. ديري، وصامويل جورج شاتوك، بتوضيح الطبيعة الطبية لأمراض الهيكل العظمي القديمة. دمج هذا العمل بين الحربين العالميتين باستخدام أساليب مثل الأشعة وعلم الأنسجة والأمصال التي طبقت بشكل متكرر، ما أدى إلى تحسين التشخيص والدقة مع إدخال التحليل الإحصائي. في هذه المرحلة يمكن حقًا اعتبار علم الأمراض القديمة تخصصًا علميًا. اليوم، يعد استخدام التكنولوجيا الطبية الحيوية مثل الحمض النووي وتحليل النظائر تطورات رئيسية للمعرفة المرضية.
بعد الحرب العالمية الثانية، بدأ يُنظر إلى علم الأمراض القديمة بطريقة مختلفة: كأداة مهمة لفهم السكان السابقين، وفي هذه المرحلة بدأ ارتباط هذا التخصص بعلم الأوبئة والديموغرافيا.
كما بدأت التقنيات الجديدة في البيولوجيا الجزيئية بإضافة معلومات جديدة إلى ما كان معروفًا بالفعل عن الأمراض القديمة، حيث أصبح من الممكن استرجاع الحمض النووي من عينات عمرها قرون أو آلاف السنين.

## الأساليب والتقنيات
لتحليل البقايا البشرية من الماضي، تستخدم تقنيات مختلفة اعتمادًا على نوع البقايا التي يعثر عليها. على سبيل المثال، يعتمد النهج المتبع في العينات المرضية القديمة على طبيعة العينة نفسها (مثل العظام أو الأنسجة الرخوة أو الشعر)، وحجمها (من الأجزاء الصغيرة إلى الأجسام الكاملة)، ودرجة الحفظ، والأهم من ذلك، التلاعب المسموح به. (من العينة السليمة الجاهزة للعرض إلى الوصول المطلق والحرية لإجراء أي نوع من التحليل المدمر القيم بما في ذلك دراسة التشريح الكامل للجثة). تسمح الطبيعة الأساسية للعظام بعدم التحلل بمرور الوقت مثل البقايا البشرية الأخرى، ما يجعل علم العظام مهمًا في دراسة الأمراض القديمة. تصنف أمراض العظام البشرية إلى عدة مجموعات عامة:
- اعتلال مفصلي
- عدوى
- أمراض الفم
- صدمة
- ورم

في حين أنه من السهل اكتشاف الإصابات المؤلمة مثل العظام المكسورة والمشوهة، لكن يمكن أيضًا العثور على أدلة على حالات أخرى، على سبيل المثال الأمراض المعدية مثل السل والزهري، في العظام. كما أن اعتلالات المفاصل، وهي أمراض المفاصل مثل هشاشة العظام والنقرس، ليست شائعة أيضًا.
نشر أول مرجع شامل لأدلة علم الأمراض القديمة البشرية في الأنسجة الهيكلية في عام 1976 من قبل أورتنر وبوتشار. في تحديد الأمراض، يعتمد علماء الأنثروبولوجيا الفيزيائية بشكل كبير على التوثيق الأثري الجيد فيما يتعلق بالموقع وعمر الموقع والعوامل البيئية الأخرى. توفر هذه الأساس الذي يتم بناء المزيد من التحليل عليه وهي مطلوبة لإجراء دراسات سكانية دقيقة. ومن هناك، يحدد باحث علم الأمراض القديمة عددًا من المؤشرات البيولوجية الرئيسية على العينة بما في ذلك العمر والجنس. توفر هذه أساسًا لمزيد من التحليل لمواد العظام وتقييم الآفات أو الحالات الشاذة الأخرى المحددة.
يستخدم علماء الآثار بشكل متزايد علم الأمراض القديمة كأداة رئيسية مهمة لفهم حياة الشعوب القديمة. على سبيل المثال، تشوه الجمجمة واضح في جماجم المايا، حيث قد يكون الخط المستقيم بين الأنف والجبهة مفضلًا على الزاوية أو المنحدر. هناك أيضًا أدلة على حدوث ثقب، أو حفر ثقوب في الجمجمة، إما منفردة أو عدة مرات في فرد واحد. تشير عمليات النقب الملتئمة جزئيًا أو كليًا إلى أن هذا الإجراء قد نجا في كثير من الأحيان. يُقال إن البقايا البشرية التي يبلغ عمرها 10000 عام والتي اكتشفت في موقع ناتاروك في توركانا، كينيا، تُظهر آفات مؤلمة للغاية في الرأس والرقبة والأضلاع والركبتين واليدين، بما في ذلك مقذوفات حجرية مدمجة، وقد تمثل أول دليل على وجود تداخل بين الأسلحة، الصراع الجماعي بين الصيادين وجامعي الثمار في الماضي.